# Abel Muzorewa
Abel Tendekayi Muzorewa (Rhodesia Meridionale, 14 aprile 1925 – Harare, 8 aprile 2010) è stato un politico zimbabwese, per breve tempo Primo ministro dello Zimbabwe Rhodesia, all'epoca stato non riconosciuto dominato da una minoranza di bianchi nel paese.

## Biografia
Muzorewa era il primo di 8 figli di una famiglia della Rhodesia orientale. Lavorò come insegnante e predicatore, per poi iscriversi al Liceo teologico, dove fu segretario del Movimento Cristiano degli Studenti, che si opponeva al governo della minoranza bianca. Nel 1968 venne ordinato vescovo della Rhodesia per la Chiesa Metodista Unita.
Divenne un attivista politico nazionalista e si oppose ai piani britannici di concludere un accordo negli anni '70 con l'ex primo ministro Ian Smith. A differenza di Robert Mugabe e Joshua Nkomo che preferivano coordinare le attività di guerriglia dall'esilio, Muzorewa fu tra quei politici neri che decisero di perseguire la via politica restando nel paese.
Con lo scoppio della guerra civile in Rhodesia del 1972 e le conseguenti sanzioni internazionali inflitte al paese, il Primo ministro Ian Smith cedette alle pressioni del Sudafrica dell'apartheid di cercare leader neri per una cosiddetta "soluzione interna". Nel 1978 si tennero le prime elezioni rhodesiane aperte anche ai neri, seppur controllate dai bianchi, boicottate dai radicali Mugabe e Nkomo. Muzorewa venne eletto sulla scia delle polemiche dei nazionalisti più radicali, che lo definirono burattino delle macchinazioni di Smith appoggiate dal Sudafrica. Le Nazioni Unite considerarono illegale il suo governo.
Alla fine del 1979 il Regno Unito convocò una conferenza di pace a Londra, i cui negoziati portarono all'elezione di Mugabe a Primo ministro dello Zimbabwe indipendente. Muzorewa continuò ad opporsi a Mugabe, sollecitandone l'arresto con l'accusa di cospirazione contro il governo.
Si ritirò dalla politica nel 2001. Morì nel 2010 all'età di 85 anni.